# Указ про вільних хліборобів
Указ про вільних хліборобів (Указ о вольных хлебопашцах, Указ об отпуске помещиками своих крестьян на волю по заключении условий, на обоюдном согласии основанных) від 20 лютого 1803 року — законодавчий акт Російської імперії за часів правління російського імператора Олександра I, за яким поміщики отримали право звільняти кріпосних селян поодинці і селищами з обов'язковим наділенням землею. За свою волю селяни виплачували викуп або виконували повинності. Якщо ці вимоги не виконувались, селяни поверталися до поміщика. 
Селян, які отримували таким чином волю, називали «свободними» або вільними хліборобами (звідки і «назва» указу), з 1848 року їх стали називати державними селянами. 
Усього за час дії указу в Російській імперії було звільнено від кріпацької залежності близько 1,5% кріпаків.
Указ мав важливе ідейне значення, в ньому вперше юридично підтверджувалась можливість звільнення селян із землею за викуп, що потім лягло в основу реформи 1861 року. Судячи з усього, Олександр покладав на указ великі надії, щорічно в його канцелярію надходили звіти про кількість селян, які переводилися в цю категорію. Це показувало, наскільки дворянство готове до подібної ситуації.
Одним із розробників указу був граф Сергій Петрович Рум'янцев, російський вчений і державний діяч.

## Див.також
- Маніфест про землю і волю